# Редпат (тауншип, Миннесота)
Редпат (англ. Redpath) — тауншип в округе Траверс, Миннесота, США. На 2000 год его население составило 35 человек.

## География
По данным Бюро переписи населения США площадь тауншипа составляет 100,9 км², из которых 100,9 км² занимает суша, водоёмов нет.

## Демография
По данным переписи населения 2000 года здесь находились 35 человек, 14 домохозяйств и 11 семей. Плотность населения —  0,3 чел./км². На территории тауншипа расположена 21 постройка со средней плотностью 0,2 построек на один квадратный километр. Расовый состав населения: 94,29 % белых. Испанцы или латиноамериканцы любой расы составляли 5,71 % от популяции тауншипа.
Из 14 домохозяйств в 28,6 % воспитывались дети до 18 лет, в 85,7 % проживали супружеские пары и в 14,3 % домохозяйств проживали несемейные люди. 7,1 % домохозяйств состояли из одного человека, при том ни в одном из них не проживали одинокие пожилые люди старше 65 лет. Средний размер домохозяйства — 2,50, а семьи — 2,67 человека.
20,0 % населения — младше 18 лет, 8,6 % — в возрасте от 18 до 24 лет, 14,3 % — от 25 до 44, 31,4 % — от 45 до 64, и 25,7 % — старше 65 лет. Средний возраст — 47 лет. На каждые 100 женщин приходилось 105,9 мужчин. На каждые 100 женщин старше 18 приходилось 100,0 мужчин.
Средний годовой доход домохозяйства составлял 29 375 долларов, а средний годовой доход семьи —  46 250 долларов. Средний доход мужчин —  22 917  долларов, в то время как у женщин — 23 750. Доход на душу населения составил 16 190 долларов. За чертой бедности не находились ни одна семья и ни один человек.